# Гаљионе (Потенца)
Гаљионе (итал. Gaglione) је насеље у Италији у округу Потенца, региону Базиликата.
Према процени из 2011. у насељу је живело 23 становника. Насеље се налази на надморској висини од 533 м.